# 哈倫 (花剌子模)
哈倫（Harun；？—1035年），是加茲尼王國在花剌子模的總督，在1032年－35年成為事實上的國王，他是阿爾屯塔什的兒子。
他父親在1032年死後，得到加兹尼蘇丹馬蘇德一世任命為總督，但為避免他得到太大權力，因此沒有授予他花剌子模沙阿的稱號。
然而在1034年，哈倫反抗馬蘇德一世，並轉向舊敵撒馬爾罕的西喀喇汗王朝尋求支持。馬蘇德後來收買哈倫的警衛刺殺他，他死後由兄弟伊斯梅爾·汗丹繼位。